# Jacek Fedorowicz

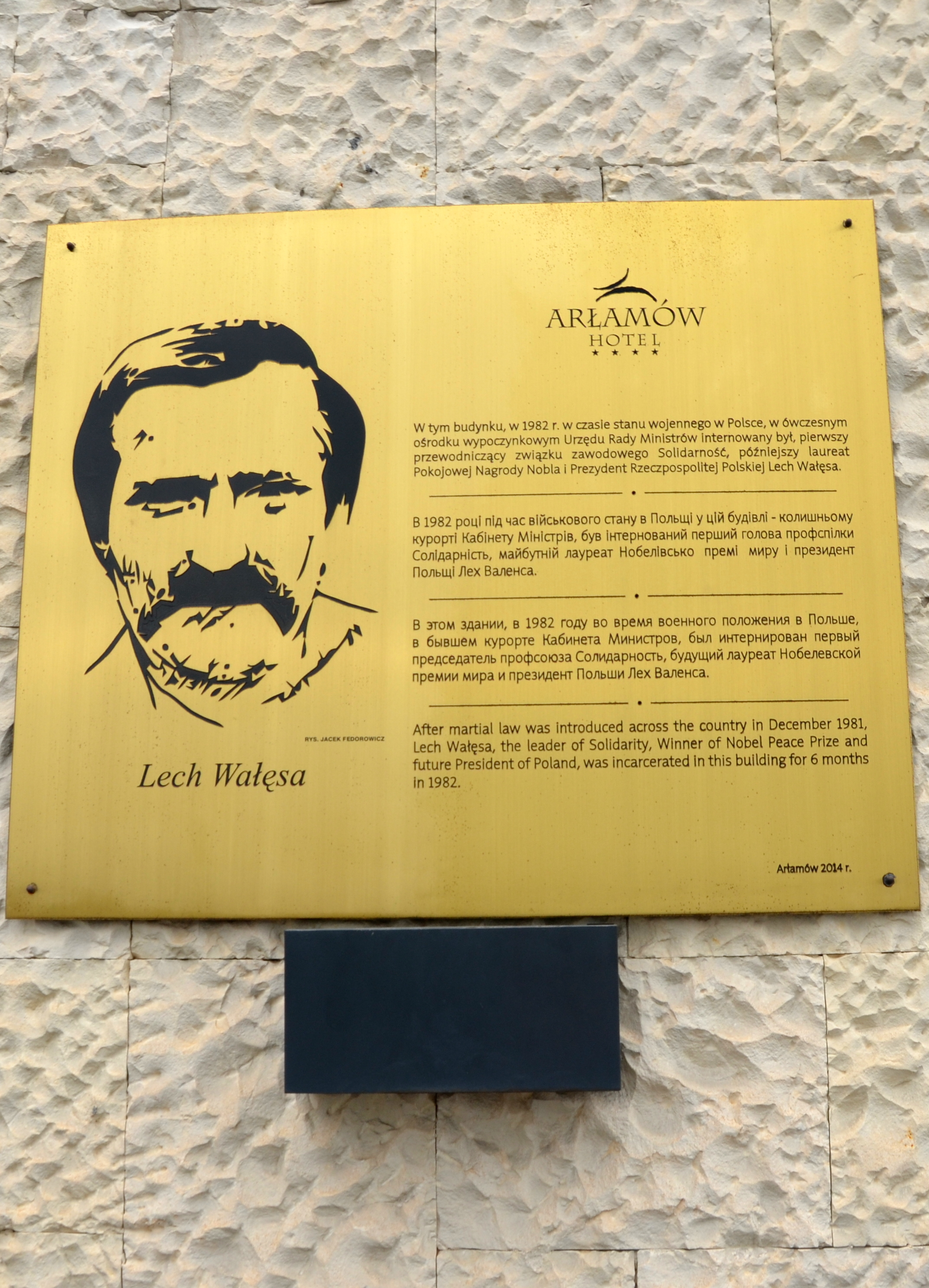
Tablica upamiętniająca internowanie Lecha Wałęsy w Arłamowie z rysunkiem autorstwa Jacka Fedorowicza

Jacek Jan Fedorowicz (ur. 18 lipca 1937 w Gdyni) – polski satyryk, aktor, prezenter telewizyjny, artysta malarz, rysownik i felietonista.

## Życiorys
Syn Janusza i Wandy, pochodzących z Warszawy pracowników gospodarki morskiej. Podczas okupacji niemieckiej mieszkał wraz z rodzicami na warszawskim Powiślu. Po upadku powstania warszawskiego trafił do obozu Dulag 121 Pruszków.
Maturę uzyskał w Liceum Ogólnokształcącym pw. św. Augustyna. Ukończył studia na Wydziale Malarstwa Państwowej Wyższej Szkoły Sztuk Plastycznych w Gdańsku (dyplom uzyskał w 1960). Był jednym z założycieli (m.in. ze Zbigniewem Cybulskim, Wowo Bielickim i Bogumiłem Kobielą) gdańskiego studenckiego teatru Bim-Bom (działającego w latach 1954–1960). Należał do składu aktorskiego tego teatru (główna rola Dobrego Ducha w pierwszym programie pt. Achaaa). Jeszcze w czasie studiów rozpoczął współpracę z gdańskim radiem jako autor i aktor, zaś jako autor i rysownik-karykaturzysta z prasą lokalną i ogólnopolską, taką jak „Dookoła Świata”, „Po prostu”, „Dziennik Bałtycki”, „Szpilki”, „itd” i inne.
W drugiej połowie lat 60. występował w Telewizji Polskiej, gdzie współtworzył m.in. z Jerzym Gruzą programy rozrywkowe (Poznajmy się, Małżeństwo doskonałe, Kariera, Runda). W latach 70. w Programie III PR był współautorem magazynu satyrycznego 60 minut na godzinę, gdzie występował w kilkunastu rolach, tworząc m.in. postacie Kolegi Kierownika i Kolegi Kuchmistrza. Prowadził też w radiu poranne pogadanki. W 1964 wraz z Piotrem Skrzyneckim prowadził pierwszy Festiwal Piosenki Polskiej w Opolu. W latach 60. i 70. często występował na estradzie, najpierw w Kabarecie Wagabunda (m.in. z Marią Koterbską, Mieczysławem Czechowiczem i Bogumiłem Kobielą), potem w programie Popierajmy się (z Bohdanem Łazuką, Tadeuszem Rossem, Piotrem Szczepanikiem i Ryszardem Markowskim), a później (do czasu wprowadzenia stanu wojennego) w indywidualnych wieczorach autorskich.
Był twórcą słowa kabareton, które wymyślił na potrzeby Nocy Kabaretowej na XI Krajowym Festiwalu Piosenki Polskiej w Opolu w 1973, pierwszy raz odbywającej się z dużą widownią w opolskim amfiteatrze.
W 1980 wstąpił do „Solidarności”, współpracował z Radiem „S” Regionu Mazowsze związku. Na początku stanu wojennego zerwał wszelkie kontakty z państwowymi środkami przekazu. Wraz z żoną Anną zaangażował się w działalność Prymasowskiego Komitetu Pomocy Osobom Pozbawionym Wolności i ich Rodzinom. Występował głównie na terenach kościelnych, tam urządzał też wystawy swoich wspierających opozycję polityczną rysunków, występował z odczytami w ramach Tygodni Kultury Chrześcijańskiej. Wtedy powstały audycje (audio i video) rozprowadzane na kasetach w drugim obiegu (emitowało je także Radio Wolna Europa). Jednym z jego pomysłów z tamtych czasów było ośmieszanie reżimowego dziennika telewizyjnego. W 1989 był współautorem audycji przedwyborczych Komitetu Obywatelskiego, w których m.in. omawiał zasady głosowania.
W III RP powrócił do występowania w ramach wieczorów autorskich. W latach 90. zaczął prowadzić w TVP program Dziennik Telewizyjny, który przekształcił się w program rozrywkowy. W 2005 program ten na kilka miesięcy zmienił nazwę na SEJF (Subiektywny Ekspres Jacka Fedorowicza). W 2006 satyryk odszedł z Telewizji Polskiej. Przez pewien czas był gospodarzem seansów Z przymrużeniem kamery emitowanych w telewizji Kino Polska. Autor cotygodniowych felietonów satyrycznych – od 1999 do 2008 w „Gazecie Telewizyjnej” (dodatku „Gazety Wyborczej”), następnie w środowym dodatku kulturalnym „GW”. Został też felietonistą polskiej edycji „Runner’s World”.
W 2010 i 2015 był członkiem komitetu poparcia Bronisława Komorowskiego przed wyborami prezydenckimi. W 2010 z rekomendacji klubu parlamentarnego Platformy Obywatelskiej został powołany w skład rady programowej TVP.

## Życie prywatne

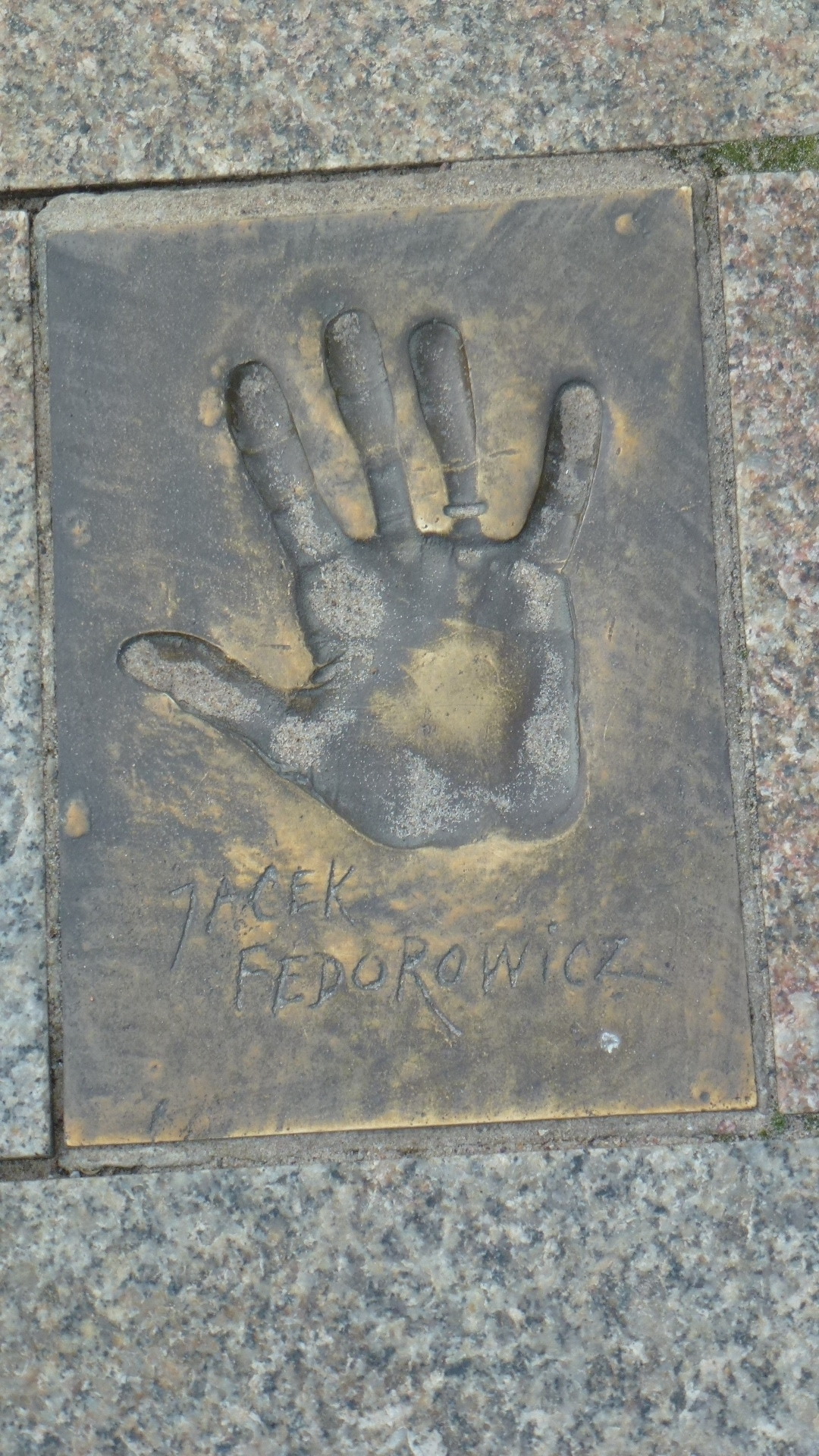
Odcisk dłoni w Alei Gwiazd w Międzyzdrojach

Żonaty z malarką Anną Rytel-Fedorowicz, z którą ma córkę Joannę. Dziadek kucharza i restauratora Mateusza Gesslera. Uprawiał biegi długodystansowe.

## Twórczość

### Filmografia – aktor
- 1960: Do widzenia, do jutra – Jurek
- 1963: Kryptonim Nektar  – dziennikarz „Echa Warszawy”
- 1965: Cichy alarm – Boy
- 1965: Lekarstwo na miłość – członek szajki
- 1965: Święta wojna – fryzjer Leon
- 1965: Walkower – Rybkowski
- 1965: Zawsze w niedziele – sprawozdawca radiowy
- 1966: Lekarstwo na miłość – członek szajki
- 1966: Małżeństwo z rozsądku  – reżyser telewizyjny
- 1966: Piekło i niebo – scenarzysta
- 1966: Ściana Czarownic – Jurek, kolega Wojtka
- 1966: Wojna domowa – Jan Cybulski
- 1967: Kochajmy syrenki – Aleksander
- 1969: Polowanie na muchy – reżyser telewizyjny w Nieporęcie
- 1970: Abel, twój brat – nauczyciel gimnastyki
- 1971: Milion za Laurę – włoski przewodnik po muzeum instrumentów
- 1971: Motodrama – Jacek
- 1974: Nie ma róży bez ognia – Janek Filikiewicz
- 1983: Stan wewnętrzny – w roli samego siebie
- 1983: Alternatywy 4 – dyspozytor w elektrowni
- 2009: Osiem – gospodarz
- 2010: Orkiestra niewidzialnych instrumentów – drukarz
- 2014: Dzień dobry, kocham cię! – dziadek Pauli
- 2016: Kochaj! – wujek Staszek
- 2019: Pan T. – staruszek
- 2020: Pasjonaci – sąsiad Jacka
- 2020: Raz, jeszcze raz – teść Pączka
- 2023: Skołowani – golfista
- 2024: Teściowie

### Filmografia – scenariusz
- 1967: Kochajmy syrenki
- 1972: Poszukiwany, poszukiwana (ze Stanisławem Bareją)
- 1974: Nie ma róży bez ognia (ze Stanisławem Bareją)

### Spektakle Teatru TV
- 1965: Szarada
- 1972: Morderstwo o północy – Arlington (oraz scenariusz)

## Publikacje
- Porady estradowca dla kolegów dramatycznych, Wydawnictwa Artystyczne i Filmowe, Warszawa 1974.
- W zasadzie tak, Krajowa Agencja Wydawnicza, Warszawa 1975.
- W zasadzie ciąg dalszy, Krajowa Agencja Wydawnicza, Warszawa 1978.
- Felietony i dialogi, Kontakt, Paryż 1988, Pokolenie, Warszawa 1989.
- Wielka encyklopedia kapitalizmu. Wydanie dla początkujących i polityków, Centrum im. Adama Smitha, Warszawa 1997, ISBN 83-86885-55-6.
- PasTVisko, Wydawnictwo Literackie, Kraków 2007, ISBN 978-83-08-04064-5.
- Ja jako wykopalisko, Świat Książki, Warszawa 2011, ISBN 978-83-247-2356-0.
- Będąc kolegą kierownikiem, Świat Książki, Warszawa 2015, ISBN 978-83-8031-179-4.
- Święte krowy na kółkach, Wielka Litera, Warszawa 2017, ISBN 978-83-8032-138-0.
- Chamo Sapiens, Wielka Litera, Warszawa 2018, ISBN 978-83-8032-275-2.
- Mistrz offu, Wielka Litera, Warszawa 2019, ISBN 978-83-8032-397-1.

## Odznaczenia
- Krzyż Komandorski Orderu Odrodzenia Polski (za wybitne zasługi w działalności na rzecz przemian demokratycznych w Polsce, za zaangażowanie w walkę o wolność słowa i wolne media, za osiągnięcia w podejmowanej z pożytkiem dla kraju pracy zawodowej i społecznej, 2007)[11][12]
- Złoty Medal „Zasłużony Kulturze Gloria Artis” (2009)[13]

## Nagrody i wyróżnienia
- 1968 – Nagroda Komitetu ds. Radia i Telewizji (wspólnie z Jerzym Gruzą) za program Małżeństwo doskonałe
- 1969 – Złoty Ekran (wspólnie z Jerzym Gruzą) za program Małżeństwo doskonałe
- 1975 – Złoty Mikrofon za radiowe programy rozrywkowe
- 1976 – Nagroda Komitetu ds. Radia i Telewizji dla zespołu przygotowującego program 60 minut na godzinę
- 1987 – Nagroda Kulturalna „Solidarności” za programy satyryczne rozprowadzane w drugim obiegu na kasetach video
- 1994 – Nagroda Kisiela
- 1996 – Wiktor 1996
- 2000 – Grand Prix I Festiwalu Dobrego Humoru w Gdańsku i nagroda za najlepszy program satyryczny (Dziennik Telewizyjny)
- 2001 – Wiktor 2000
- 2002 – Order Krzywego Ołówka z Wieńcem i dyplom doktora humoris causa przyznane przez redakcję pisma „Tele Tydzień”
- 2002 – Gwiazda Telewizji Polskiej, statuetka wręczona z okazji 50-lecia TVP
- 2003 – Grand Prix – Błękitny Melonik Charliego na IV Festiwalu Dobrego Humoru w Gdańsku dla programu Dziennik Telewizyjny Jacka Fedorowicza – wydanie specjalne
- 2004 – nagroda publiczności na V Festiwalu Dobrego Humoru w Gdańsku za program Dziennik Telewizyjny
- 2005 – Gwiazda uśmiechu – nagroda publiczności na VI Festiwalu Dobrego Humoru w Gdańsku
- 2005 – Super Wiktor
- 2006 – nagroda na VII Festiwalu Dobrego Humoru w Gdańsku za całokształt twórczości artystycznej
- 2007 – Nagroda Prezydenta Miasta Gdańska w Dziedzinie Kultury[14]
- 2008 – Nagroda Prezydenta Miasta Gdańska „Neptuny”[15]
- 2008 – tytuł „Honorowego Ambasadora Polszczyzny”[16]
- 2017 – Gwiazda w Alei Gwiazd w Łodzi[17]
- 2019 – Nagroda „Kryształowy Żagiel” na II Giżyckim Festiwalu Filmowym
- 2019 – Nagroda Miasta Stołecznego Warszawy
- 2019 – Nagroda 100-lecia ZAiKS-u[18]
- 2019 – nagroda honorowa za artystyczny dorobek życia na IV Ogólnopolskim Festiwalu Filmów Satyrycznych „Pyszadło” w Mogilnie
- 2022 – Medal Specjalny Wolności Słowa, nagroda Fundacji Grand Press[19]
- 2022 – Nagroda na 26. Festiwalu Komedii „Talia” w Tarnowie za "talent zaskakiwania" w spektaklu Biesiada u hrabiny Kotłubaj
- 2023 – Gwiazda w Alei Gwiazd Festiwalu Polskiej Piosenki w Opolu[20]
- Honorowy Medal Europejski[21]